# Germán Lanaro
Germán Andrés Lanaro (Villa Regina, 21 marzo 1986) è un ex calciatore argentino naturalizzato cileno, di ruolo difensore.

## Biografia
Ha un fratello gemello, Gustavo Lanaro, anch'egli calciatore.

## Statistiche

### Presenze e reti nei club
Statistiche aggiornate al 7 agosto 2022.
| Stagione                    | Squadra                     | Campionato                  | Campionato | Campionato | Coppe nazionali | Coppe nazionali | Coppe nazionali | Coppe continentali | Coppe continentali | Coppe continentali | Altre coppe | Altre coppe | Altre coppe | Totale | Totale |
| Stagione                    | Squadra                     | Comp                        | Pres       | Reti       | Comp            | Pres            | Reti            | Comp               | Pres               | Reti               | Comp        | Pres        | Reti        | Pres   | Reti   |
| --------------------------- | --------------------------- | --------------------------- | ---------- | ---------- | --------------- | --------------- | --------------- | ------------------ | ------------------ | ------------------ | ----------- | ----------- | ----------- | ------ | ------ |
| 2007-2008                   | Huracán                     | SD                          | -          | -          | CA              | 4               | 0               | -                  | -                  | -                  | -           | -           | -           | 4      | 0      |
| 2008-2009                   | Guillermo Brown             | TD                          | 21         | 1          | -               | -               | -               | -                  | -                  | -                  | -           | -           | -           | 21     | 1      |
| 2009-2010                   | Villa Mitre (BB)            | TD                          | 29         | 0          | -               | -               | -               | -                  | -                  | -                  | -           | -           | -           | 29     | 0      |
| 2010-2012                   | Almagro                     | TD                          | 53         | 5          | -               | -               | -               | -                  | -                  | -                  | -           | -           | -           | 53     | 5      |
| 2013                        | Almagro                     | TD                          | 39         | 3          | -               | -               | -               | -                  | -                  | -                  | -           | -           | -           | 39     | 3      |
| Totale Almagro              | Totale Almagro              | Totale Almagro              | 92         | 8          |                 | -               | -               |                    | -                  | -                  |             | -           | -           | 92     | 8      |
| 2013-2014                   | Nueva Chicago               | TD                          | 36         | 2          | CA              | 1               | 0               | -                  | -                  | -                  | -           | -           | -           | 37     | 2      |
| 2014-15                     | Palestino                   | PD                          | 25         | 3          | CC              | 6               | 3               | CL                 | 8                  | 0                  | -           | -           | -           | 25     | 3      |
| 2015-16                     | Universidad Católica        | PD                          | 27         | 0          | CC              | 5               | 0               | CS                 | 3                  | 0                  | -           | -           | -           | 33     | 0      |
| 2016-17                     | Universidad Católica        | PD                          | 19         | 3          | CC              | 7               | 1               | -                  | -                  | -                  | SS          | 1           | 0           | 27     | 4      |
| 2017                        | Universidad Católica        | PD                          | 12         | 0          | CC              | 3               | 1               | CL                 | 2                  | 0                  | SS          | 1           | 0           | 18     | 1      |
| 2018                        | Universidad Católica        | PD                          | 26         | 2          | CC              | 2               | 0               | -                  | -                  | -                  | -           | -           | -           | 28     | 2      |
| 2019                        | Universidad Católica        | PD                          | 19         | 1          | CC              | 2               | 0               | CL+CS              | 4+2                | 0                  | SS          | 1           | 0           | 28     | 1      |
| 2020                        | Universidad Católica        | PD                          | 13         | 0          | -               | -               | -               | CL+CS              | 4+5                | 0                  | SS          | 1           | 0           | 23     | 0      |
| 2021                        | Universidad Católica        | PD                          | 18         | 1          | CC              | 2               | 0               | CL                 | 2                  | 0                  | -           | -           | -           | 22     | 1      |
| 2022                        | Universidad Católica        | PD                          | 7          | 0          | -               | -               | -               | -                  | -                  | -                  | -           | -           | -           | 7      | 0      |
| Totale Universidad Catolica | Totale Universidad Catolica | Totale Universidad Catolica | 141        | 7          |                 | 22              | 2               |                    | 22                 | 0                  |             | 4           | 0           | 187    | 9      |
| Totale carriera             | Totale carriera             | Totale carriera             | 344        | 21         |                 | 33              | 5               |                    | 30                 | 0                  |             | 4           | 0           | 411    | 27     |

## Palmarès

### Club

#### Competizioni nazionali
- Campionato cileno: 6

Universidad Católica: 2016-C, 2016-A, 2018, 2019, 2020, 2021
- Supercopa de Chile: 4

Univ. Catolica: 2016, 2019, 2020, 2021